# Norra Pungpotten
Norra Pungpotten är en sjö i Storfors kommunVärmland och ingår i Göta älvs huvudavrinningsområde.